# Эллер, Хейно Янович
Хе́йно Я́нович Э́ллер (эст. Heino Eller; 7 марта 1887, Дерпт, Лифляндская губерния — 16 июня 1970[…], Таллин) — эстонский, советский композитор, скрипач, педагог. Народный артист СССР (1967). Один из основоположников современной композиторской школы Эстонии.

## Биография
Родился 23 февраля (7 марта) 1887 года в Дерпте (ныне Тарту, Эстония).
В 1907 году окончил Юрьевское реальное училище.
В детстве учился игре на скрипке и частным образом изучал теорию музыки. В 1907—1908 годах обучался по классу скрипки, в 1913—1915 и 1919—1920 — по классу композиции и теории музыки в Петроградской консерватории у В. П. Калафати. В 1908—1912 годах учился на юридическом факультете Санкт-Петербургского университета.
В 1910—1920 годах — скрипач в оркестрах драматических театров (в 1919—1920 — в оркестре Петроградского Большого драматического театра). Параллельно, с 1917 по 1920 год — преподаватель класса скрипки в музыкальной школе.
В 1920—1940 годах — преподаватель теории музыки и композиции и заведующий отделением теории композиции в Высшей музыкальной школе Тарту, с 1940 и до конца жизни — в Таллинской консерватории (ныне Эстонская академия музыки и театра) (с 1940 — профессор).
В 1940 году — председатель организационного комитета, с 1944 по 1953 — член правления Союза композиторов Эстонской ССР, последние годы — член правления Музыкального фонда Эстонской ССР.
Умер 16 июня 1970 года в Таллине. Похоронен на Лесном кладбище.

### Семья
- Жена — Анна Кремер (1886—1942), пианистка (по национальности еврейка, погибла в немецком концентрационном лагере).
- Жена — Эллу Эллер (Meriva) (1908—1997), ученица Анны Кремер в Высшей музыкальной школе Тарту
- Брат — Александр Эллер[эст.] (1891—1971), скульптор.

## Звания и награды
- Заслуженный деятель искусств Эстонской ССР (1945)
- Народный артист Эстонской ССР (1957)
- Народный артист СССР (1967)
- Две Государственные премии Эстонской ССР (1948, 1965)
- Два ордена Ленина (1965, 1970)
- Орден Трудового Красного Знамени (1956)
- Орден «Знак Почёта» (1961)

## Творчество
Сочинения, по большей части инструментальные, сочетают в себе характеристические черты музыки начала XX века, классическую форму и элементы эстонской народной музыки. Стиль композитора приближается к импрессионизму.
Ранние работы, отмеченные влиянием Э. Грига, К. Дебюсси и А. Скрябина, знаменуют собой начало нового периода в эстонской музыке. Композитор добавляет к доминировавшему в то время национальному романтизму импрессионистические звучания, которые заметны уже в симфонических поэмах «Рассвет» (1920) и «Ночные зовы» (1921), а чуть позднее — обращается к экспрессионистской манере письма (симфоническая поэма «Призраки», 1924).
Средний период творчества отмечен утончённым лиризмом и в то же время появлением крупных эпико-драматических сочинений, таких как Первая симфония. В 1940-х — начале 1950-х годов начал использовать в сочинениях мотивы эстонской народной музыки, характерный пример — Тринадцать пьес для фортепиано (1941).
Наконец, в поздний период, в поисках средств более глубокой выразительности, успешно синтезирует черты различных стилей, в том числе и из собственных ранних работ.
Один из крупнейших представителей эстонской музыкальной культуры XX века, имеющий огромное значение не только как композитор, но и как педагог: среди его учеников — Э. Тубин, А. Пярт, В. Капп, А. Ойт и многие другие известные впоследствии эстонские композиторы.

### Основные сочинения

#### Оркестровые произведения
Симфонии
- Симфония № 1 (1936)
- Симфония № 2 (1947)
- Симфония № 3 (1961)

Симфонические поэмы
- «Эпизод из революционного времени» (1917, 2 ред. 1969)
- «Сумерки» (Videvik; 1917)
- «Рассвет» (Koit; 1920)
- «Ночные зовы» (Ööhüüded, 1921)
- «Призраки» (1924, вторая редакция 1932)
- «В тени и на солнце» (Varjus ja päikesepaistel, 1926)
- «Полёт орла» (Kotkalend, 1949)
- «Поющие поля» (Laulvad põllud, 1951)

Прочие сочинения
- Симфоническое скерцо (1921)
- Симфоническая легенда (1923)
- Симфоническая бурлеска (1927)
- Nenia для струнного оркестра (1928)
- Элегия для арфы и струнных (1931)
- Концерт для скрипки с оркестром (1933; 2-я ред. 1964)
- Три сюиты (1914 — Белые ночи, 1939; 1944),
- Музыка для струнных (1942)
- Танцевальная сюита (1942)
- Интродукция и фугато (1942)
- Лирическая сюита (1945)
- Торжественная увертюра (1946)
- Увертюра для духового оркестра (1948)
- Пять пьес для струнного оркестра (1953)
- Фантазия для скрипки и малого оркестра (1964)
- Симфониетта для струнных (1967)
- Музыка для струнных (1967)

#### Камерные произведения
Ансамбли
- Пять струнных квартетов (1925, 1930, 1945, 1953, 1959)
- Четыре миниатюры для квартета (1954)
- Две сонаты для скрипки и фортепиано (1922, 1946)
- «Сосны» (Männid, 1929)
- Баллада (1938)
- Восемь пьес для виолончели и фортепиано

#### Сочинения для фортепиано
- Два цикла вариаций (1912, 1939)
- Четыре сонаты (1920, 1937, 1944, 1957)
- Две сонатины (1946, 1950)
- Тринадцать пьес на эстонские мотивы (1941)
- Баллада (1955)
- Десять лирических пьес (1960)
- Двенадцать багателей (1963)
- Фортепианная музыка в народном ладе (1965)
- 29 прелюдий, 6 этюдов, 8 вальсов

#### Другие сочинения
- Две пьесы для скрипичного соло (1931 — «Фантазия», 1940 — «На просторе»)
- Три пьесы для флейты (1951)
- Около тридцати других сочинений для скрипки
- Пьесы для виолончели, гобоя, контрабаса и др. инструментов
- Хоры, романсы, обработки народных песен
- Более 100 других сочинений

## Память

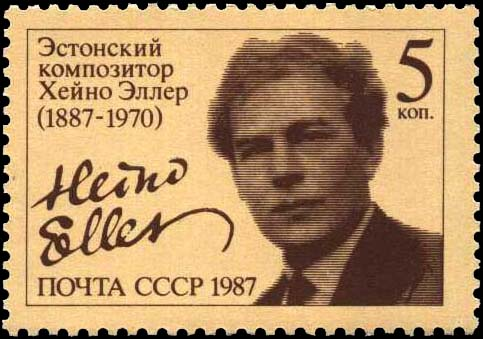
Почтовая марка СССР, 1987 год

- В 1971 году имя композитора получила Высшая школа музыки в Тарту.
- В 1987 году была выпущена почтовая марка СССР, посвященная Х. Эллеру.
- В 1987 году во дворе Таллинского музыкального училища им. Г. Отса установлен памятник Х. Эллера.
- В 1991 года проводится Международный конкурс скрипачей имени Х. Эллера.
- В 1998 году Эстонским музеем театра и музыки учреждена музыкальная премия имени Хейно Эллера[эст.], являющаяся одной из высших наград в области музыки в Эстонии.
- Вошёл в составленный в 1999 году по результатам письменного и онлайн-голосования список 100 великих деятелей Эстонии XX века[5].
- В Эстонской академии музыки и театра открыт класс в честь композитора, где находятся фортепиано и фотографии, принадлежавшие композитору.
- В 2013 году вышел музыкальный документальный фильм о композиторе «Хейно Эллер. Квинтэссенция».